# Roman Karl Scholz
Roman Karl Scholz (16. ledna 1912 Šumperk (Mährisch Schönberg) – 10. května 1944 Vídeň) byl rakouský katolický kněz, augustinián, básník, spisovatel a protinacistický odbojář. Byl popraven nacisty v roce 1944.

## Život

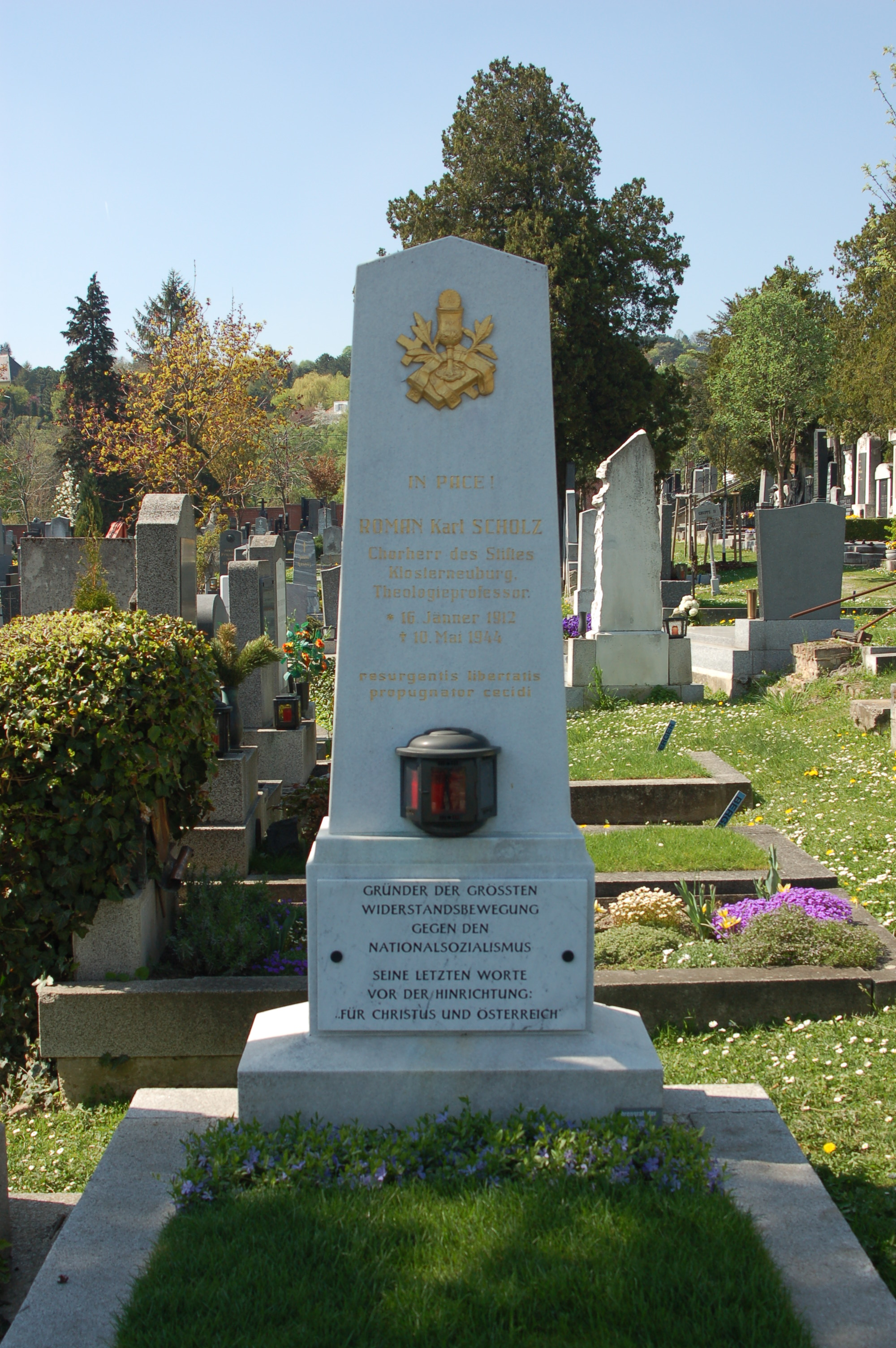
Scholzův náhrobek na hřbitově v Heiligenstadtu

Karl Scholz se narodil v Šumperku jako nemanželský syn tovární dělnice Josefy Scholzové. Byl vychováván svými prarodiči. Vystudoval šumperské německé gymnázium a již zde se angažoval ve skupině katolické mládeže hnutí Staffelstein. Ihned po maturitě v roce 1930 byl přijat jako novic do augustiniánského kláštera v Klosterneuburgu. Tam studovala velká část budoucích kněží německé národnosti z Čech a Moravy (v období mezi dvěma válkami byla třetina zdejších seminaristů z Československé republiky.) Zde přijal řádové jméno Roman. Dne 28. srpna 1934 složil řeholní sliby a 25. května 1936 byl vysvěcen na kněze. Svou první mši (primici) sloužil v Šumperku.
Měl veliké nadání na řeči, ovládal celkem jedenáct jazyků.
V letech 1936–1938 působil jako kaplan ve Vídni-Heiligenstadtu. V roce 1938 vyučoval náboženství na gymnáziu v Klosterneuburgu. Od roku 1939 byl docentem teologie a filosofie v klášterní škole v Klosterneuburgu. Na všech těchto místech využívali Scholzovi nadřízení jeho talentu pro práci s mládeží.
Již jako student se zajímal o nacionalistické hnutí sudetských Němců. Podle vyšetřovacích protokolů soudního procesu z roku 1944 vedl v letech 1935–1938 tajnou buňku sympatizantů s NSDAP v klášteře Klosterneuburg. V roce 1938 podal přihlášku do strany, ale jako kněz se nemohl stát jejím členem.
O změně jeho názoru na nacionálně-socialistickou ideologii není dost podkladů. Některé zdroje uvádějí, že názor změnil již v roce 1936, kdy se zúčastnil říšského sjezdu NSDAP v Norimberku; údajně tehdy pochopil zrůdnost nacistické ideologie a stal se naopak odpůrcem nacismu. S tím je ale v rozporu skutečnost, že v květnu 1938 podal přihlášku do NSDAP. Když ale byla v tomtéž roce nacisty zakázána náboženská výuka, začal organizovat volně přístupné biblické hodiny. Na jejich základě založí spolu s Viktorem Reimannem tajnou organizaci Deutsche Freiheitsbewegung (Nemecké hnutí za svobodu), na podzim 1939 přejmenované na Österreichische Freiheitsbewegung (ÖFB). Byla to první nekomunistická odbojová skupina v Rakousku. Mezi členy tohoto hnutí patřil i básník a student teologie Hanns Georg Heintschel-Heinegg. Hnutí šířilo protinacistické letáky, pořádalo informační akce a osobní agitaci. V červnu roku 1940 se hnutí spojilo s dalšími dvěma ilegálními katolickými skupinami, vedenými Jakobem Kastelicem a Karlem Ledererem. V červenci 1940 bylo hnutí prozrazeno, když herec Burgtheatru Otto Hartmann udal své druhy Gestapu.
V létě 1938 a 1939 navštívil Scholz Velkou Británii, kde se pokoušel díky svým předešlým kontaktům najít spojení na konzervativní politiky a získat hmotnou podporu pro své hnutí. Dále jednal se sovětským a americkým konzulem v Bratislavě a podle obžaloby byl také ve styku s osobami ve Švýcarsku a v Maďarsku.
Dne 22. července 1940 bylo zatčeno 121 členů hnutí. Scholz byl zatčen v klášteře v Klosterneuburku. Během následujících čtyř let prošel celkem patnácti káznicemi. V soudním procesu, který proběhl v době od prosince 1943 do března 1944, byl odsouzen k smrti jako jeden z jedenácti čelných představitelů hnutí. Rozsudek byl vyhlášen 2. března 1944.
Poprava byla provedena ve Vídni 10. května 1944 v 17:48. Scholzova poslední slova byla „Pro Krista a pro Rakousko“. Jeho tělo bylo nalezeno po skončení války v anatomickém ústavu Vídeňské univerzity. Byl pohřben na hřbitově Heiligenstadtu dne 12. října 1945.
V Šumperku mu byla v roce 2012 odhalena pamětní deska.

## Dílo
- 1934 Feine ferne Dinge (Jemné vzdálené věci) – básně, vlastní náklad
- 1936 Spiel des Schicksals (Hra osudu) – básně[6]
- 1942 Goneril : die Geschichte einer Begegnung (česky: Goneril : příběh jednoho setkání), román psaný ve vězení, vydán posmrtně v roce 1947 v nakladatelství Wilhelm Andermann Verlag ve Vídni (česky 2014)[7].
- 1940–1944 Ich werde immer bei euch sein (Budu vždy s vámi, jiný překlad názvu: A hle, já jsem s vámi po všechny dny – Mt 28, 20 (Kral, ČEP)), Mayer, Klosterneuburg 1994, ISBN 978-3901025297, verše, které napsal ve vězení v letech 1940–1944 a které se podařilo zachránit. Vyšlo 1994. Patnáct básní z této sbírky vyšlo v českém překladu Radka Malého v publikaci Roman Karl Scholz : Výbor z díla[8]

Jeho básně z vězení byly dále vydány ve sbornících:
- FELMAYER, Rudolf. Dein Herz ist deine Heimat. Wien: Amandus-Verlag, 1955. 400 s. S. 232–235. (německy)
- SCHLÖSSER, Manfred. An den Wind geschrieben : Lyrik der Freiheit ; Gedichte der Jahre 1933 - 1945. 4. vyd. Berlin: Agora, 1982. 372 s. ISBN 978-3-87008-004-4. (německy)